# Ângela do Amaral Rangel
Ângela d'Amaral Rangel (Rio de Janeiro, c. 1725-?) va ser una poetessa brasilera del segle xviii.

## Biografia
Cega de naixement, coneguda com la Ceguinha, va rebre formació literària perquè es podia expressar en portuguès i en castellà, la qual cosa li va obrir les portes de l'Acadèmia dels Selectes de Rio de Janeiro, freqüentada pels intel·lectuals de l'època.
El 1752 l'Acadèmia dels Selectes va convocar un homenatge poètic en honor de Gomes Freire d'Andrade, governador i capità general de Rio de Janeiro. Els elogis recopilats per aquest motiu van ser publicats a Lisboa en 1754 amb el títol Júbilos da America, i s'hi van incloure quatre poemes d'Ângela do Amaral: dos sonets escrits en portuguès (Primeira Máxima Militar y Máximas Cristãs e Políticas) i dos romanços lírics castellans.

## Estil
En una època dominada pel cultisme o conceptisme, els poemes de Ângela do Amaral mostren unes qualitats extraordinàries per les limitacions que va haver de vèncer i per l'espontaneïtat o capacitat d'improvisació que revelen i han contribuït a preservar la seva memòria.